# Urbano José de Sousa Loureiro
Urbano José de Sousa Loureiro (Porto, 30 de agosto de 1845 — Matosinhos, São Mamede de Infesta, 10 de junho de 1880), conhecido como Urbano Loureiro,  foi um farmacêutico, jornalista, cronista, escritor, dramaturgo e poeta português.

## Biografia
Nasceu na cidade do Porto, filho de Francisco José de Sousa Loureiro, natural de Viseu, cirurgião, casado com D. Guilhermina Luísa Soares Ribeiro, natural do Porto. Foi irmão do pintor Artur José de Sousa Loureiro.
Completou, com distinção, o Curso de Farmácia da Escola Médico-Cirúrgica do Porto, mas a doença não o deixou fazer o Curso de Medicina, como tencionava.
Entregou-se ao Jornalismo Político, estreando-se no periódico de crítica Salamalek, onde revelou logo a sua extraordinária combatividade. Para defesa das Ideias Democráticas, fundou o Diário da Tarde, com Guilherme Braga, Borges de Avelar e Agostinho Albano, onde se distinguiu nas polémicas com vigorosos adversários. Em 1874, fundou no Porto o jornal da tarde A Luta, onde continuou as suas campanhas.
Redigiu, ainda, outras publicações, como:
- Bocage, jornal de crítica, de 1865 a 1867, e, no ano seguinte, um anuário com o mesmo nome[1]
- Os Gafanhotos, revista mensal, 1868[1]
- O Japonês, anuário, 1872[1]
- Vespas e Mariposas, publicação trimensal, Lisboa, 1874[1]
- Os Ortigões, mensário satírico, do qual se publicaram oito números e um almanaque, 1876-1877, e[1]
- Tam-Tam, anuário humorístico, 1879[1]

Conquistou, rapidamente, um lugar proeminente no Jornalismo, como polemista vigoroso, cáustico e agressivo, desenvolvendo a sua prodigiosa actividade em crónicas, contos, folhetins e críticas, que abrangeram todas as questões de Religião, Política, Literatura, Teatro, Costumes e factos salientes da vida nacional de Portugal.
Foi longa a série dos seus trabalhos, entre os quais se citam:
- Perfis Burlescos - Estudos Contemporâneos, Porto, 1860[1]
- Questão do Palheiro - Coimbrões e Lisboetas, Porto, 1866[1]
- Pataratas - Esboços a carvão, Porto, 1869[1]
- Um Punhado de Verdades, Porto, 1870, opúsculo que provocou reacções[1]
- Os Anónimos, Porto, 1870[1]
- Os Ridículos - Estudos humorísticos e de fotografia, Porto, 1874[1]
- Os Hipócritas - A Infâmia de Frei Quintino - Romance de uma família, Porto, 1878[1]

Escreveu, também, as seguintes peças:
- Lua de Mel, comédia em um Acto[1]
- Viriato ou as carnificinas do Amor, tragédia burlesca[1]
- Entre Marido e Mulher, comédia em um Acto[1]
- Boémios de Paris, tradução[1]

todas estas foram representadas no Teatro Baquet, do Porto
- Europa na China, drama, representado no Teatro do Príncipe Real, e[1]
- Vítimas e Algozes, drama em cinco Actos, representado no antigo Teatro da Trindade, do Porto[1]
- Os Guardas do Rei de Sião, opereta, com música do Maestro Franchini[1]

Ficaram inéditas:
- Como se Vinga um Homem, comédia em um Prólogo e três Actos[1]
- Na Maria da Fonte, drama em três Actos[1]
- O Amigo Fortunato, comédia em um Acto, e[1]
- O Excomungado, drama[1]

Deixou, também inéditos:
- Rivais Burlescos, poesias, e[1]
- Os Meus Papéis, poesias[1]